# Gemeinde Devoll
Die Gemeinde Devoll (albanisch Bashkia e Devollit) ist eine der 61 Gemeinden Albaniens. Das Gebiet der Gemeinde mit einer Fläche von 429 Quadratkilometern im Qark Korça entspricht dem ehemaligen Kreis Devoll. Die Gemeinde hat 25.897 Einwohner (Volkszählung 2023). Hauptort ist die Kleinstadt Bilisht.

## Geographie
Devoll liegt ganz im Südosten des Landes. Unweit des Grenzübergangs Kapshtica liegt der östlichste Punkt Albaniens. Die ganze östliche und südliche Gemeindegrenze ist zugleich Landesgrenze zu Griechenland. Nachbargemeinden im Westen und Norden sind die Gemeinden Kolonja, Korça, Maliq und Pustec.

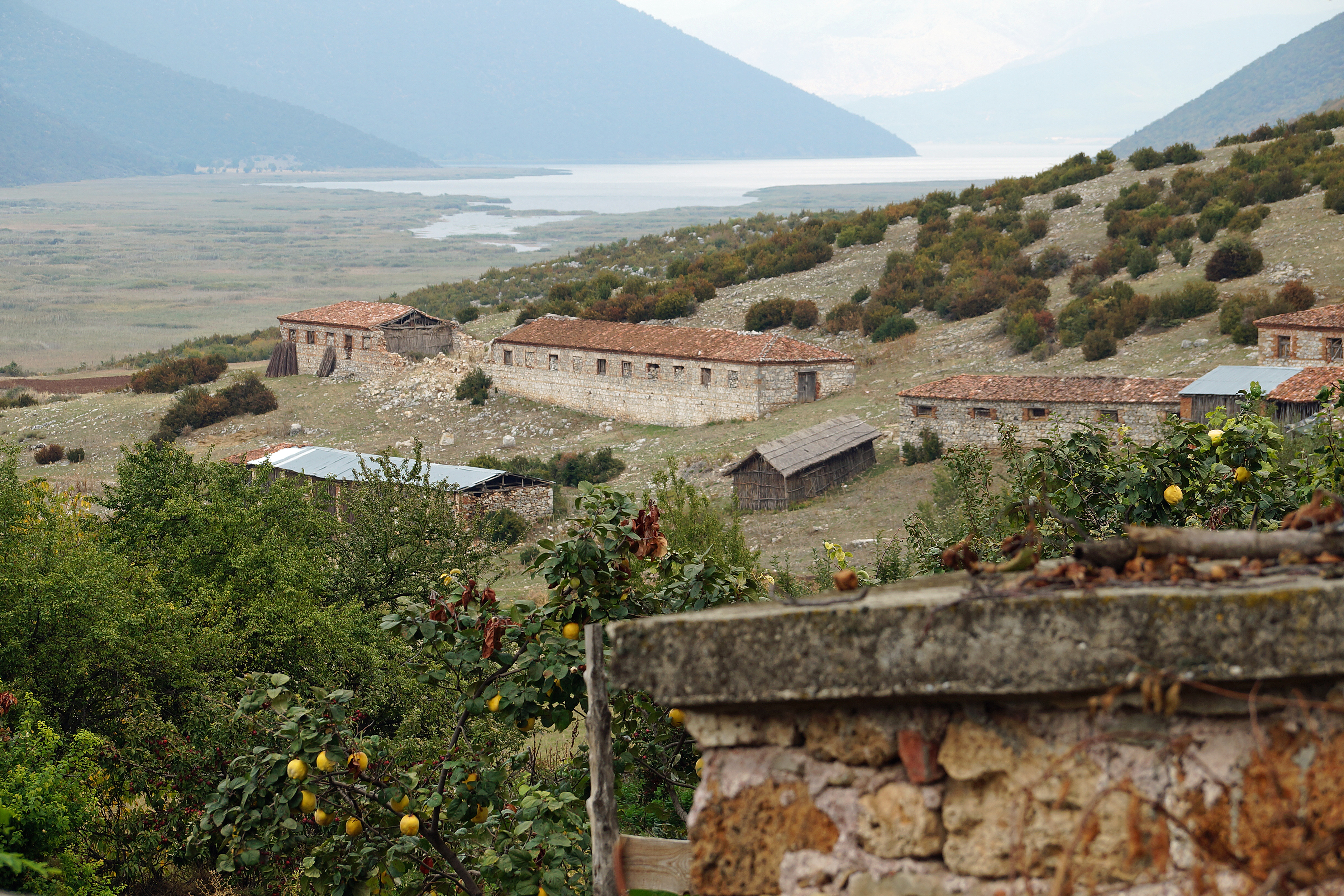
Der im albanischen Teil stark verlandete Kleine Prespasee beim Dorf Zagradec an dessen Südwestende

Die Gemeinde liegt im Hochtal des Flusses Devoll, der im Südwesten des Gebiets seine Quelle hat. Bilisht liegt auf einer Höhe von rund 900 m ü. A. in einer Ebene, die auf fast allen Seiten von Bergen umgeben ist. Der Grenzübergang Kapshtica nach Griechenland liegt auf einem 1048 m ü. A. hohen Pass. Die westliche Kreisgrenze wird vom Bergzug der Malet e Moravës mit der Spitze Maja e Lartë (1806 m ü. A.) gebildet, auf dessen anderen Seite die Stadt Korça liegt. Dort liegt auch das Landschaftsschutzgebiet Drenova-Sinica.
Lediglich an drei Stellen öffnen sich Durchgänge zwischen den Bergen. Im Nordwesten fließt der Devoll durch einen schmalen Engpass in die Ebene von Korça. Im Nordosten zieht sich der lange Arm des Kleinen Prespasees bis fast in die Ebene von Bilisht. Im Südosten fällt die Ebene stellenweise fast übergangslos in die Schlucht des Flusses Kore ab, die sich hier zwischen den Bergen durchschlängelt. Dieser Fluss, der in den Aliakmonas mündet, macht eine etwa fünf Kilometer lange Schlaufe durch albanisches Territorium. Die wenigen von ihm entwässerten Quadratkilometer sind das einzige Gebiet Albaniens, das nicht zum Einzugsgebiet von Adria oder Ionischem Meer, sondern zum Einzugsgebiet der Ägäis gehört.
Die Ebene von Bilisht wurde dank zahlreicher Entwässerungskanälen nutzbar gemacht. Bei starken Niederschlägen und im Frühling während der Schneeschmelze floss Wasser durch einen natürlichen Ablauf aus dem Kleinen Prespasee in den Devoll und so direkt in die Adria. Seit den 1950er Jahren bis etwa zum Jahr 2000 wurde der Devoll bei Hochwasser zudem in den Kleinen Prespasee geleitet. Das so zwischengespeicherte Wasser wurde zur Bewässerung der Ebene von Korça genutzt.
In den Bergen östlich von Bilisht entlang der Grenze zu Griechenland – Ausläufer des Triklario – werden umfangreiche Nickel-Vorkommen vermutet.

## Bevölkerung
2011 hatte die Bashkia noch 26.716 Einwohner. Mit einem Rückgang von nur 3 % in zwölf Jahren zählt Devoll zu den wenigen Gemeinden des Landes ohne drastischen Bevölkerungsrückgang. Bilisht verzeichnet sogar ein deutliches Wachstum, während die anderen, ländlichen Gemeindeteile weiter entvölkert wurden.

## Geschichte
Auf dem Gebiet der Gemeinde wurden bei der Höhle von Tren Felsbilder aus der Eisenzeit (bei Tren) sowie Gräber mit Schmuck der Illyrer (bei Kuç) gefunden. Die Kapelle in der Höhle von Blashtonja am Kleinen Prespasee stammt aus dem 13. Jahrhundert. Die Höhlenmalerei sind die ältesten Kunstwerke, die in Albanien gefunden wurden, und einige der Ikonen aus der Kapelle zählen zu den ältesten ihrer Art des Landes.
Vor dem Zweiten Weltkrieg war das Devoll-Hochtal ein eigenständiger Verwaltungsbezirk. In der sozialistischen Zeit gehörte die Region zum Kreis Korça, von dem es bei der Gebietsreform von 1990 wieder abgetrennt wurde. Bei der Territorialreform von 2015 wurden die Gemeinden des Kreis Devoll in der neuen Gemeinde Devoll zusammengefasst.

## Wirtschaft

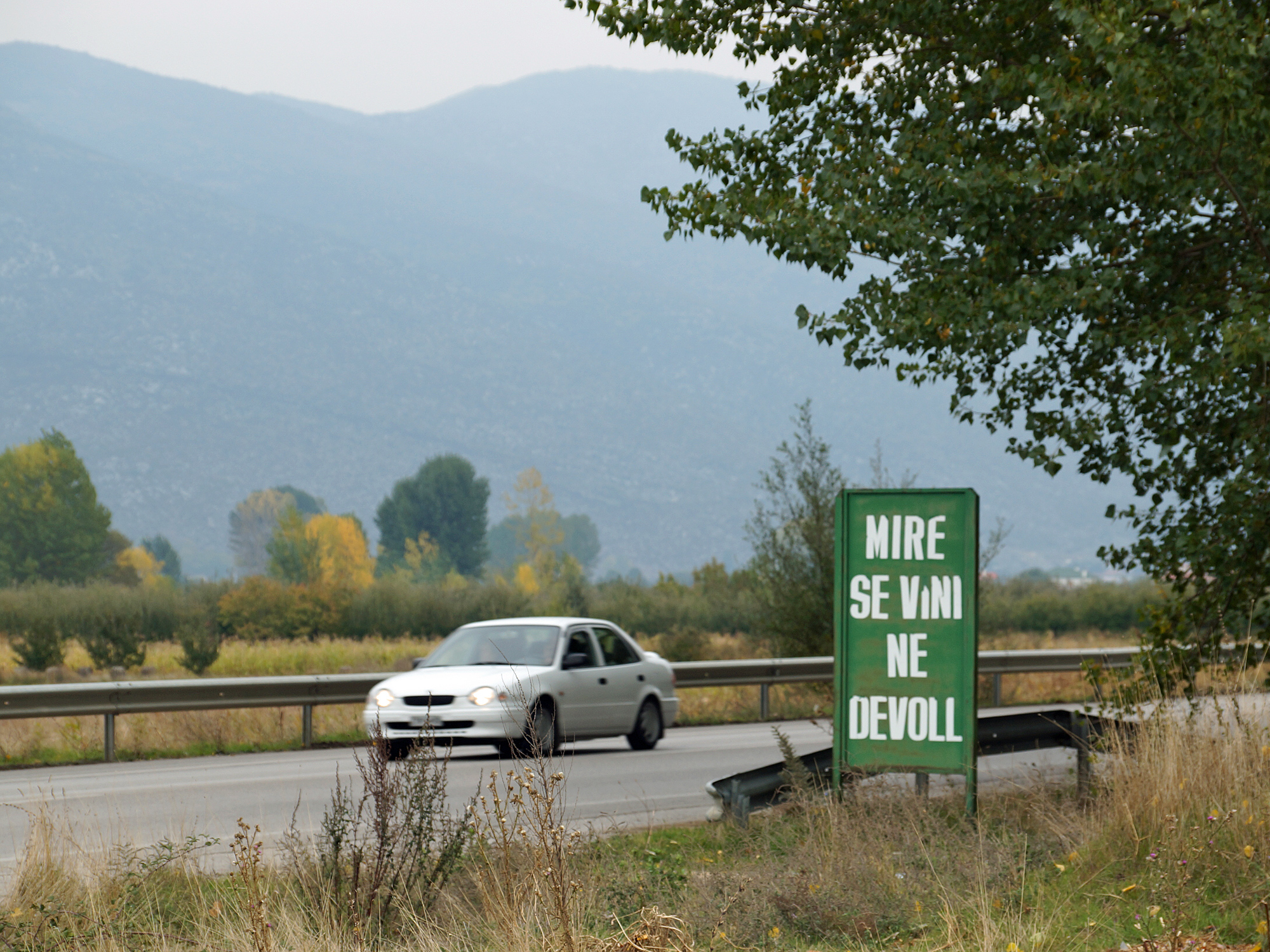
Willkommensschild an der Grenze des ehemaligen Kreises

Der Grenzübergang von Kapshtica zählt zu den wichtigsten Straßenverbindungen nach Griechenland. Entsprechend ist die ganze vom restlichen Albanien abgeschiedene Region auch nach Griechenland und den Grenzverkehr ausgerichtet. So entwickelten sich im ansonsten stark von der Landwirtschaft geprägten Gebiet zahlreiche Dienstleistungen für die Durchreisenden. Vor allem viele junge Männer aus der Region haben in den 1990ern zumeist illegal in Griechenland gearbeitet, um der Armut zu Hause zu entfliehen. Zwischenzeitlich ist es vielen gelungen, ihre Familie nachzuholen.

## Verwaltungseinheiten
Im Sommer 2015 wurden die Stadt Bilisht und vier ländliche Gemeinden zur Gemeinde Devoll zusammengelegt. Heute bilden sie die Njësitë administrative (Verwaltungseinheiten) der Gemeinde Devoll.
| Name           | Einwohner 2023 | Einwohner 2011 | Gemeindeart |
| -------------- | -------------- | -------------- | ----------- |
| Bilisht        | 7.287          | 6.250          | Bashkia     |
| Hoçisht        | 4.194          | 4.461          | Komuna      |
| Miras          | 5.795          | 6.577          | Komuna      |
| Progër         | 3.483          | 3.988          | Komuna      |
| Qënder Bilisht | 5.138          | 5.440          | Komuna      |